# Projection de Winkel-Tripel

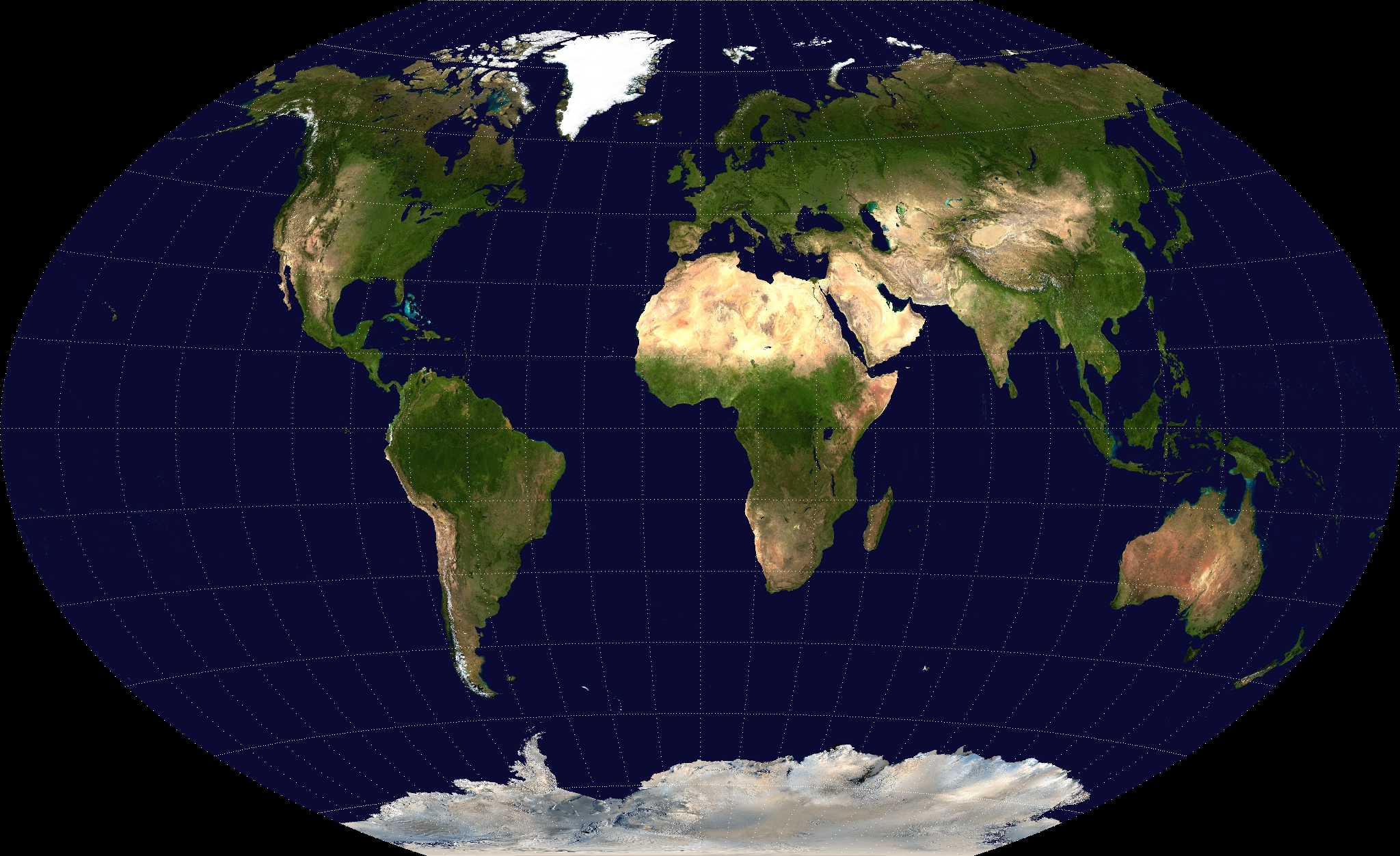
Projection de Winkel-Tripel du globe terrestre

La projection de Winkel-Tripel est une projection cartographique créée par Oswald Winkel (de) en 1921. Elle est définie comme la moyenne arithmétique de la projection cylindrique équidistante et de la projection d'Aïtoff. Cette projection a été construite afin de minimiser, pour une représentation complète du globe, les distorsions de surface, de direction et de distance, ce à quoi fait référence le terme allemand Tripel.

## Expression
{\displaystyle x={\frac {\lambda \cos(\phi _{1})+{\frac {2\cos(\phi )\sin \left({\frac {\lambda }{2}}\right)}{\mathrm {sinc} (\alpha )}}}{2}}}
{\displaystyle y={\frac {\phi +{\frac {\sin(\phi )}{\mathrm {sinc} (\alpha )}}}{2}}}
avec {\displaystyle \lambda } la différence de longitude avec le méridien central, {\displaystyle \phi } la latitude, {\displaystyle \mathrm {sinc} } le sinus cardinal non normalisé et régularisé en 0, {\displaystyle \phi _{1}} la constante associée à la projection cylindrique équidistante, et 
{\displaystyle \alpha =\arccos \left(\cos(\phi )\cos \left({\frac {\lambda }{2}}\right)\right)\,}
Winkel a proposé pour {\displaystyle \phi _{1}} la valeur suivante :
{\displaystyle \phi _{1}=\arccos {\frac {2}{\pi }}\,}

La transformation inverse ne peut pas être exprimée par une formule mathématique, et doit être calculée numériquement.

## Caractéristiques

La projection de Winkel-Tripel avec indicatrices de déformation de Tissot.

La projection de Winkel-Tripel n'est ni conforme, ni équivalente. Elle est un compromis entre les distorsions observées sur d'autres projections, et offre de manière générale peu de déformations. Elle est en fait la meilleure projection pour représenter l'intégralité du globe terrestre.

## Utilisations
Depuis 1998, elle est utilisée par la National Geographic Society pour la réalisation des cartes mondiales.